# Радіо Аристократи
Радіо Аристократи — україномовна інтернет-радіостанція та подкаст-студія, що транслює музику та розмовні шоу. Заснована 2014 року, як незалежна станція, а пізніше почала випускати подкасти. Радіостанція мала власну музичну премію Aprize Music Awards, що відзначала найкращі музичні альбоми року впродовж 2016—2020 років.

## Історія
Радіостанція була запущена у 2014 році трьома колишніми ведучими програми «Ранкове Шоу» на Просто Раді.О: Ярославом Лодигіним, Валерією Чачибаєю та Данилом Хомутовським. Нова станція почала з трансляції з поєднання музичних плейлістів і розмовних радіошоу в прямому ефірі. Аудиторію склав «креативний клас»: люди, що добре розбираються в музиці. Пізніше до радіотрансляцій додалися ефіри зі студії на YouTube. Крім того, через деякий час засновники радіо створили власну музичну премію Aprize Music Awards.
Однак з часом радіостанція почала відмовлятися від прямих ефірів на користь відеопроєктів і «онлайн-вечірок». Водночас станом на 2022 рік, це хіба що єдина українська інтернет-радіостанція, що працювала в прямому ефірі. На той час транслювалися 8 програм. Станом на 2022 рік, за даними сервісу SimilarWeb, радіостанція знаходилась в трійці найпопулярніших інтернет-радіо в Україні. Крім того, музичний оглядач «Суспільне Культура» і головний редактор «Лірум», Олексій Бондаренко, назвав проєкт провідним у цій галузі й «лідером ринку».

## Власники та фінансування

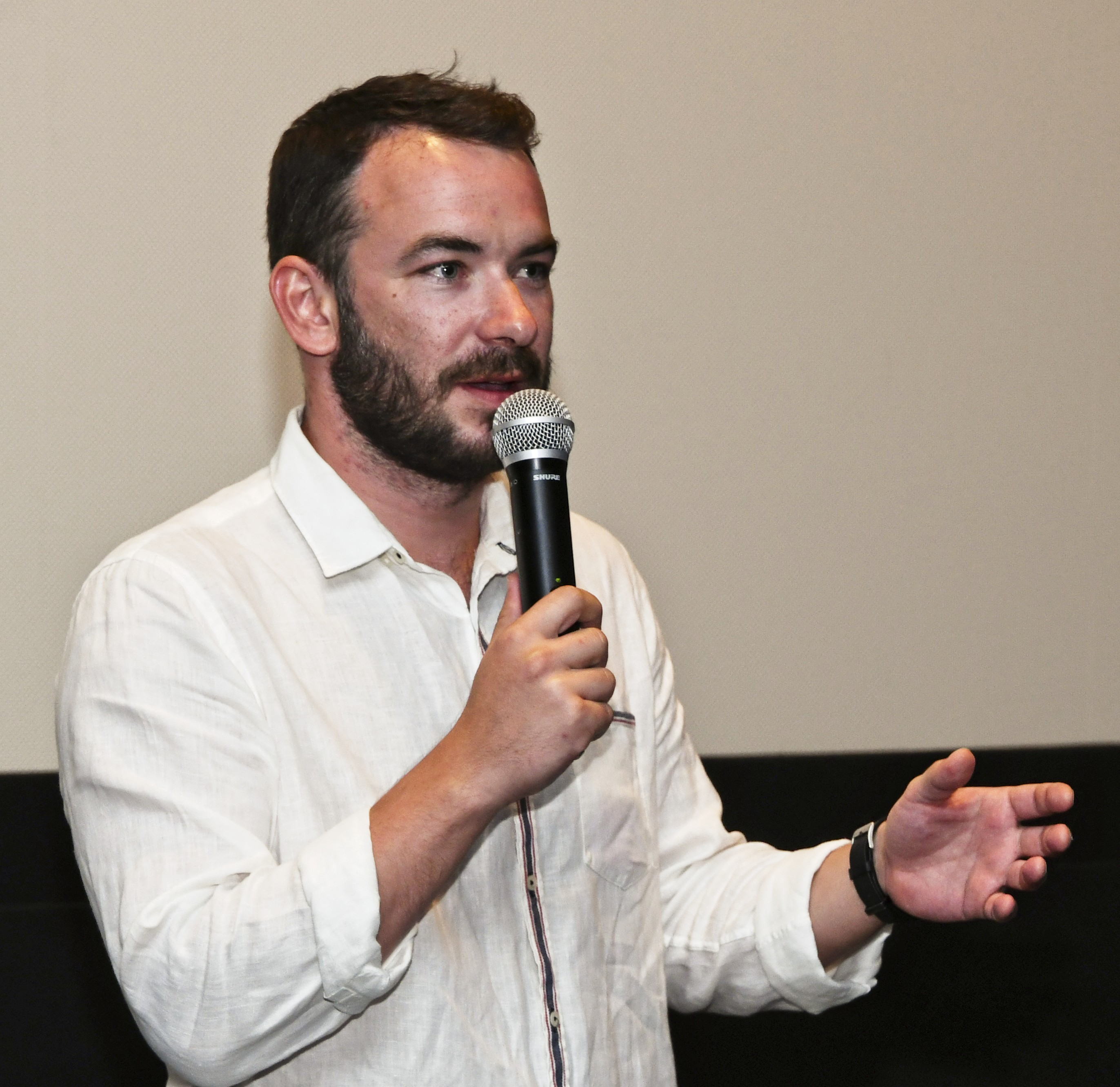
Ярослав Лодигін, Дні українського кіно, Торонто, 2019

Заснували радіостанцію троє колишніх ведучих Просто Раді.О:
- Ярослав Лодигін — кінорежисер, член правління НСТУ у 2019—2022 роках;
- Валерія Чачибая — радіоведуча, продюсер;
- Данило Хомутовський — журналіст, продюсер і сценарист[1].

Радіостанція існує коштом спонсорів подкастів і окремих комерційних проєктів, як, наприклад премія Aprize Music Awards. Кожна окрема програма в як в радіоефірі, так і у відеоформаті має власного спонсора. За даними піар-менеджера, станом на 2022 рік аудиторія радіостанції складала 250 тисяч унікальних відвідувачів на місяць.

## Aprize Music Awards
Премія Aprize Music Awards (або APrize) була заснована 2016 року. На початку премія мала лише одну категорію нагородження — «Найкращий альбом року», переможець в якій визначається щороку новим журі. Першим переможцем став гурт ДахаБраха, який отримав нагороду за альбом «Шлях». Зі слів музикантів це була їхня перша музична нагорода в Україні. Ювілейне, п'яте, нагородження 2021 року було видозмінено через пандемію коронавірусу. За планом організаторів, п'ять номінантів з шорт-ліста мали б зіграти онлайн-концерти. Крім того, премія поповнилася новою категорією Aprize One to watch, яку запустили спільно з Tic Tac.
Лауреати премії APrize
- 2016 — альбом «Шлях», виконавець ДахаБраха[3][4];
- 2017 — альбом «1», виконавець MARU[2][4];
- 2018 — альбом Mozaïka, виконавець ONUKA[2][4];
- 2019 — альбом «Пушка», виконавець alyona alyona[2][4];
- 2020:
  - «Найкращий альбом року» — Alambari, виконавець ДахаБраха[5];
  - Aprize One to watch — альбом «Стіни мають вуха», виконавець Паліндром (Степан Бурбан)[5].

## Контент
Ефір
- «Ранкове Шоу», ведучий Данило Хомутовський[6];
- Selector Radio[en] (всесвітньовідоме радіошоу Британської ради, призначене для популяризації британської музики), ведуча Валерія Чачибая[7].

Подкасти
- «Тренди-Бренди», ведуча Надія Перевізник[8];
- «Крутознавство», ведуча Влад Волочай[9].